# Max Diamant
Max Diamant (* 5. August 1908 in Łódź, Russisches Kaiserreich; † 16. Februar 1992 in Frankfurt am Main) war ein deutscher Journalist, sozialdemokratischer bzw. sozialistischer Parteifunktionär und Gewerkschafter.

## Kindheit in Polen
Max Diamant wurde im Jahr 1908 in Lodz als Sohn des jüdischen Industriearbeiter-Ehepaares Michael und Anna Diamant geboren. Da Lodz seinerzeit Teil eines Rest-Polens war, das im Status einer Provinz, dem Weichselland, unter unmittelbarer Herrschaft des russischen Zarenreiches stand, besaß die Familie Diamant die russische Staatsbürgerschaft. Weil Diamants Eltern aus dem galizischen Teil Polens stammten, dessen jüdische Bevölkerung sich sprachlich nach Österreich-Ungarn hin orientierte, wurde in der Familie neben Jiddisch und Russisch auch und vor allem die deutsche Sprache gesprochen. Diamant wuchs also dreisprachig auf. Ab dem sechsten Lebensjahr besuchte er die Volksschule in Lodz. Die Schularbeiten am Nachmittag erledigte Diamant zeitweilig in einem vom Vater gegründeten jüdischen Arbeiterbildungsverein.
Im Zuge des Ersten Weltkriegs wurde Rest-Polen im Sommer 1915 durch deutsche und österreichische Truppen besetzt. Nun ersetzte Deutsch Russisch als die offizielle Schulsprache. Diamants Vater geriet wie viele andere in deutsche Gefangenschaft. Weil er sich aber geweigert hatte, in der russischen Armee den Kriegsdienst zu absolvieren, besaß er nicht den Status eines Kriegsgefangenen, sondern den eines Zivilgefangenen. Nach einem mehrmonatigen Gefängnisaufenthalt in Berlin wurde Michael Diamant Anfang 1917 aus der Haft entlassen und schloss sich der USPD an. Eine Rede, die er am 1. Mai 1917 hielt und in der er sich positiv über die russische Revolution äußerte, brachte ihn erneut ins Gefängnis. Diesmal wurde Michael Diamant im noch von deutschen Truppen besetzten Warschau arrestiert. Nach der Kriegsniederlage des Deutschen Kaiserreichs und infolge der polnischen Revolution kam er Ende 1918 abermals frei. Bald geriet er allerdings in Konflikt mit polnischen Nationalisten, die ihn Anfang 1919 ein weiteres Mal einsperrten. Einige Wochen später war auch diese dritte Haftzeit vorüber.

## Wegzug nach Deutschland, erste Monate in Mannheim und Zwischenstation in Zeitz
Um ihrem Sohn ein Leben in der aufgeheizten politischen Atmosphäre Polens zu ersparen und um ihm auch weiterhin eine Schulbildung in deutscher Sprache ermöglichen zu können (infolge der polnischen Revolution hatte Polnisch Deutsch als Schulsprache ersetzt), wurde Max Diamant von seinen Eltern Mitte des Jahres 1919 nach Deutschland geschickt. Diamant wohnte fortan bei der Familie seines Onkels Hermann Lenz in Mannheim und besuchte die dortige Knabenschule. Zwischenzeitlich lebte er auch in Ludwigshafen am Rhein. Anfang 1920 gelang es seinen Eltern ebenfalls, Polen zu verlassen und als „politische Emigranten“ Aufenthaltsrecht in der noch jungen deutschen Republik zu erhalten. Michael und Anna Diamant holten ihren Sohn bald aus Mannheim ab und zogen mit ihm Mitte des Jahres nach Zeitz (hier besaß der Vater wohl durch seine USPD-Tätigkeit entsprechende Kontakte). Dort besuchte Diamant bis 1922 die Volksschule. Anschließend absolvierte er zwei Jahre lang ein Volontariat bei der staatlichen Überlandzentrale Sachsen-Anhalt in Zeitz-Theißen und ging nebenbei auf die gewerbliche Fortbildungsschule der Stadt. Schließlich wurde während dieser Zeit Diamants Bruder geboren.

## Leben und Politisierung in der Sowjetunion
Im Herbst 1924 beschloss die Familie Diamant, in die Sowjetunion umzusiedeln. Dorthin besaß Michael Diamant als ehemaliger russischer Zivilgefangener mit seiner Familie ein Rückkehrrecht. Einerseits sympathisierte er mit der Sowjetunion, dem „proletarischen Musterstaat“. So war er mittlerweile von der USPD zur KPD übergetreten und in den von Kommunisten gestarteten Mitteldeutschen Aufstand des Jahres 1921 verwickelt. Andererseits war Max Diamant, wohl über den Vater, dem KJVD beigetreten und stand einer Ansiedlung in der Sowjetunion ebenfalls positiv gegenüber. Schließlich spielten für die Familie Diamant neben weltanschaulichen Motiven sicher auch perspektivische Gründe eine Rolle, den Gang in die Sowjetunion anzutreten. Im Vergleich zu Deutschland schien der „Arbeiter- und Bauernstaat“ Sowjetunion dem jungen Max Diamant einen weitaus besseren und einfacheren Zugang zu höherer Schule und Studium zu bieten.
So ließen sich die Diamants ab Herbst 1924 in Leningrad nieder. Dort wurde Max Diamant zunächst Offiziersschüler in der Artillerieschule der örtlichen Artillerie-Akademie. Ende 1926 trat er aber aus der Schule aus, da er zu der Überzeugung gelangt war, dass Dienst und Karriere im Militär nicht das seien, was er dauerhaft anstrebe. Während sein Vater Mitglied der KPdSU wurde, begann Diamant neben seiner Tätigkeit in der Artillerieschule auch im Komsomol aktiv zu werden. Nachdem er die Militärausbildung abgebrochen hatte, startete er erste journalistische Gehversuche und arbeitete bis Herbst 1927 als Redakteur bei der deutschsprachigen Jugendzeitschrift Die Saat in Charkow.
Während Reisen nach Moskau erfuhr Diamant von den ersten parteiinternen „Säuberungen“ der noch jungen Diktatur Josef Stalins und geriet auch selbst in Kontakt mit dem Überwachungs- und Zensurapparat der KPdSU. So wurde er einmal nach Treffen und Gesprächen mit aus Leningrad verbannten Oppositionellen vom Generalsekretär der Charkower KPdSU verhört. Außerdem musste er einen Bericht, den er in Die Saat verfasst hatte, zurückziehen und Selbstzensur üben. Durch diese Eindrücke entwickelte sich bei Diamant eine kritische Einstellung zum politischen System der Sowjetunion. Insbesondere die erzwungene Selbstzensur beschrieb er rückblickend als schockierendes Erlebnis, welches seine ablehnende Haltung gegenüber dem Stalinregime verfestigt habe. Vor diesem Hintergrund und nicht zuletzt wegen des psychischen Drucks, den Überwachung und Zensur der Stalin-Diktatur auf den gerade erst Neunzehnjährigen ausübten, flüchtete Diamant Ende Oktober 1927 ohne Ausreisegenehmigung auf einem Schiff nach Deutschland. Sein Bruder konnte mit Verwandten ebenfalls entkommen. Der Mutter aber wurde wegen des illegalen Weggangs des Sohnes die Ausreise verweigert. Sie blieb mit dem Vater in der Sowjetunion zurück.

## Zurück in Mannheim: Eintritt in die SPD und Agitation gegen die NS-Bewegung
Wieder in Deutschland wohnte Max Diamant erneut abwechselnd in Mannheim und Ludwigshafen am Rhein. Bald knüpfte er erste Kontakte zur „Sozialistischen Kulturgemeinschaft“, einem Diskussions- und Begegnungszirkel Mannheimer Sozialdemokraten unter Führung Heinrich Sterns. Diese Gruppierung war mehrheitlich der neuen SPD-Linken um Paul Levi, Kurt Rosenfeld und Max Seydewitz zuzurechnen. Wohl beeinflusst durch die „Kulturgemeinschaft“ und mit der festen Überzeugung, nicht irgendeiner Sekte beitreten, sondern einen entsprechenden Wirkungsplatz in der deutschen Arbeiterbewegung haben zu wollen, trat Diamant Anfang 1928 in die SPD ein. Während des Wahlkampfs für die Reichstagswahlen im Mai 1928 arbeitete er bereits für den Parteisekretär der SPD Mannheim Ernst Tesslow. Seit Mitte des Jahres war Diamant zudem ständiger Mitarbeiter des Parteiorgans, der Mannheimer Volksstimme, und wurde bald Vorsitzender der örtlichen Jusos. Seinen Lebensunterhalt verdiente er als freier Journalist. Neben der Volksstimme schrieb er unter anderem für die Leipziger Volkszeitung.
Im Frühsommer 1930 nahm Diamant eine Tätigkeit als Sekretär bei der Kriegsopferorganisation Reinhold Schönlanks, des Chefredakteurs der Leipziger Volkszeitung, in Halle an. Mit Schönlank unternahm Diamant unter anderem eine Reise durch die Arbeiterorte des Vogtlandes. Hierbei erlebte er den ersten parlamentarischen Durchbruch der NSDAP, die bei der sächsischen Landtagswahl am 22. Juni 1930 hinter der SPD und noch vor der KPD zweitstärkste Kraft wurde, und sah diverse Aufmärsche der SA. Zurück in Mannheim schrieb er über das Erlebte und forderte die Gründung von „Arbeitsgemeinschaften junger Sozialdemokraten“, die neben den örtlichen Reichsbannereinheiten als zusätzlicher Schutz gegen die SA dienen sollten. Nach dem erdrutschartigen Stimmengewinn der NSDAP bei den Reichstagswahlen vom September 1930 wurden diese dann auch ins Leben gerufen.
Im Sommersemester 1930 begann Diamant ein Studium an der Handelshochschule Mannheim und besuchte gleichzeitig Vorlesungen an der Universität Heidelberg, wohin er zwischenzeitlich auch umzog. In Heidelberg leitete Diamant in den Jahren 1930 und 1931 die Redaktion der Studentenzeitschrift Der Sozialistische Student und arbeitete dabei unter anderem mit Golo Mann zusammen. In der gleichen Zeit führte er außerdem in der Volksstimme eine systematische agitatorische Kampagne gegen die NS-Bewegung Adolf Hitlers durch. So besuchte er nahezu alle örtlichen NSDAP-Veranstaltungen und kommentierte diese später in seinen Artikeln. Ab Ende 1930 führten die Jusos Mannheim außerdem zusammen mit Carlo Mierendorff eine Reihe von Massenveranstaltungen durch, während denen der exilierte italienische Sozialistenführer Pietro Nenni als Hauptredner auftrat und dazu aufrief, den Nationalsozialismus rechtzeitig zu bekämpfen, damit sich in Deutschland nicht wiederhole, was in Italien geschehen war, die Machtübernahme der faschistischen Bewegung unter Benito Mussolini.

## Übertritt zur SAP und Aufbau des SAP-Bezirks Baden
Diamant gehörte seit seinem Eintritt in die SPD der Parteilinken an, deren führende Köpfe Levi, Rosenfeld und Seydewitz waren. Rückblickend beschrieb er sich selbst als linken jungen Sozialisten. Wie die anderen Mitglieder der SPD-Linken so stand auch Diamant den politischen Grundausrichtungen des Parteivorstandes um Otto Wels und Hermann Müller äußerst kritisch gegenüber. Die unterschiedlichen Auffassungen, wie die SPD zum bürgerlich-kapitalistischen Staat zu stehen habe, das von den sozialdemokratischen Reichsministern gestützte Wehrprogramm (Panzerschiff A) und die gegenüber der NS-Bewegung anzuwendende Taktik waren die Hauptstreitpunkte. Während Levi, Rosenfeld, Seydewitz und ihre Anhänger den SPD-Parteivorstand in ihren Zeitschriften Sozialistische Politik und Wirtschaft und Klassenkampf immer wieder scharf kritisierten, taten Diamant und seine Umgebung dies mittels des Sozialistischen Studenten. Ende September 1931 kulminierten die Spannungen innerhalb der SPD im Parteiausschluss von Rosenfeld, Seydewitz und einigen Sympathisanten. Der Kreis der Ausgeschlossenen rief daraufhin bald zu einer „Reichskonferenz der oppositionellen Sozialdemokratie“ auf, während der eine neue Partei gegründet werden sollte. Diese Konferenz fand schließlich am 4. Oktober 1931 statt und es wurde die Sozialistische Arbeiterpartei Deutschlands (SAP) aus der Taufe gehoben, deren Vorsitzende Seydewitz und Rosenfeld wurden.
Wie einige hundert Andere wurde auch Max Diamant nicht aus der SPD ausgeschlossen, sondern trat nach der Gründung der SAP freiwillig zu ihr über. Bereits kurz nach dem Gründungsparteitag der SAP bauten ehemalige Mannheimer Jusos um Diamant, Gustav Roos sowie die Brüder Paul und August Locherer in der Industriestadt eine Ortsgruppe (OG) der jungen Partei auf. Die Mannheimer SAP-OG unterhielt bald Verbindungen zu den ebenfalls mittlerweile entstandenen Ortsgruppen in Heidelberg, Karlsruhe, Pforzheim, Offenburg und Freiburg. Auch zu Ortsgruppen in der Pfalz bestanden Kontakte. Ein besonders reger Austausch bestand über Karl Nord und Heiner May mit der Ortsgruppe Ludwigshafen. Die Gründung des SAP-Bezirks Baden erfolgte etwas später als die der Ortsgruppe Mannheim. Max Diamant wurde Vorsitzender der Bezirksleitung der SAP-Baden, die ihren Sitz in Mannheim hatte. Diamants Wohnung war zugleich Büro für die Ortsgruppe Mannheim wie auch für die Bezirksleitung Baden.

## Jahre im Exil und Widerstandstätigkeit gegen die NS-Diktatur
Nach 1933 hielt er sich als politischer Emigrant in einer Reihe europäischer Länder auf und nahm am Spanischen Bürgerkrieg teil. Dort leitet er von Oktober 1936 bis April 1937 das deutschsprachige Büro der POUM in Barcelona und ist verantwortlich für Radiosendungen und die Redaktion der Zeitschrift Die spanische Revolution. In dieser Funktion wird Diamant später abgelöst von Willy Brandt. Am Ende des Krieges und der Flucht nach Frankreich wurde er dort interniert, konnte entkommen, später arbeitete für das Emergency Rescue Committee (ERC). Im Zuge der Verfolgungen deutscher Kommunisten durch den sowjetischen Geheimdienst NKWD wurde Max Diamants Vater, Michael Diamant, der in Leningrad lebte, durch Herbert Wehner denunziert, 1937 verhaftet und sechs Wochen später erschossen. Diamant gelang die Flucht nach Mexiko, wo er 1945 eine Gruppe deutschsprachiger Sozialisten gründete.

## Rückkehr in die Bundesrepublik Deutschland
Seit den 1950er Jahren arbeitete Diamant als Korrespondent der SPD- und Gewerkschaftspresse. Er kehrte 1962 nach Deutschland zurück.
Bis 1973 leitete Diamant beim Vorstand der IG Metall die Abteilung „Ausländische Arbeitnehmer“.

## Veröffentlichungen
- Streik und Widerstand unter der Franco-Diktatur in: Dieter Schneider (Hrsg.): Zur Theorie und Praxis des Streiks, edition Suhrkamp, Frankfurt am Main 1971, S. 325–356

## Auszeichnungen
- 1983: Wilhelm-Leuschner-Medaille
- 1991: Johanna-Kirchner-Medaille